# آنتونیو راتین
آنتونیو راتین (اسپانیایی: Antonio Rattín‎؛ زادهٔ ۱۶ مهٔ ۱۹۳۷) یک بازیکن فوتبال اهل آرژانتین است.
از باشگاه‌هایی که در آن بازی کرده‌است می‌توان به بوکا جونیورز اشاره کرد.
وی همچنین در تیم ملی فوتبال آرژانتین بازی کرده‌است.